# Okolím Karlovských rybníků za poznáním
Okolím Karlovských rybníků za poznáním je naučná stezka v lesích u Karlovky, části Velké Bukoviny v okrese Děčín v Ústeckém kraji. Její celková délka je asi dva kilometr a na trase se nachází sedm zastavení. Pro veřejnost byla slavnostně otevřena 26. června 2012. Celá naučná stezka je vedena okolo Velkého rybníka, přičemž několikrát překonává Vrbový potok, který rybník napájí.

## Zastavení
1. Historie a obnova retenčních nádrží Karlovka
2. Lesy v okolí retenčních nádrží Karlovka
3. Obyvatelé lesa
4. Svět bezobratlých živočichů
5. Obojživelníci a plazi
6. Svět vodních ptáku
7. Svět vodních a mokřadních rostlin